# Warsaw Trade Tower
Der Warsaw Trade Tower (WTT) ist ein in Warschau im Bezirk Wola an der ulica Chłodna 51 stehender Wolkenkratzer. Das Gebäude erreicht mit seinen 43 Etagen eine Gesamthöhe von 208 Metern. Zunächst trug der Turm den Namen Warsaw Daewoo Center – nach seinem Bauherrn. Als es zur Zerschlagung des Daewoo-Konzerns kam, wurde der Name geändert.

## Beschreibung
Der Bau des Warsaw Trade Towers dauerte von 1997 bis November 1999. Die Dachhöhe des Gebäudes beträgt 184 Meter. Mit Antenne werden 208 Meter erreicht. Damit ist es nach dem Varso Tower (310 m), Kulturpalast (237 m) und dem Warsaw Spire (220 m) das vierthöchste Gebäude in Warschau und das fünfthöchste in Polen. Es wird als Büro genutzt.
Der stark strukturierte, im oberen Teil halbrunde Turm verfügt über eine flache Westfassade, an der sich ein prägnanter und zu einer Antenne auslaufender, 26 Meter hoher Mast befindet. Das Gebäude besteht aus 43 oberirdischen und drei unterirdischen Geschossen. Mietern und Gästen stehen 15 Aufzüge und 335 Kfz-Stellplätze zur Verfügung. Auf dem 35. Stockwerk (in ca. 136 Meter Höhe) befindet sich ein mietbarer Ausstellungsraum mit einer Fläche von 394 Quadratmetern.